# Siparuna
Siparuna är ett släkte av tvåhjärtbladiga växter. Siparuna ingår i familjen Siparunaceae.

## Dottertaxa tillSiparuna, i alfabetisk ordning[1]
- Siparuna alternifolia
- Siparuna aspera
- Siparuna bifida
- Siparuna brasiliensis
- Siparuna cajamarcensis
- Siparuna calantha
- Siparuna campii
- Siparuna cascada
- Siparuna cervicornis
- Siparuna conica
- Siparuna cristata
- Siparuna croatii
- Siparuna cuspidata
- Siparuna cymosa
- Siparuna decipiens
- Siparuna echinata
- Siparuna eggersii
- Siparuna ficoides
- Siparuna gentryana
- Siparuna gesnerioides
- Siparuna gigantotepala
- Siparuna glabrescens
- Siparuna glycycarpa
- Siparuna grandiflora
- Siparuna guajalitensis
- Siparuna guianensis
- Siparuna harlingii
- Siparuna krukovii
- Siparuna laurifolia
- Siparuna lepidota
- Siparuna lewisiana
- Siparuna lindenii
- Siparuna lozaniana
- Siparuna macrotepala
- Siparuna micrantha
- Siparuna multiflora
- Siparuna muricata
- Siparuna mutisii
- Siparuna obstipa
- Siparuna ovalis
- Siparuna pachyantha
- Siparuna palenquensis
- Siparuna pauciflora
- Siparuna petasiformis
- Siparuna petiolaris
- Siparuna piloso-lepidota
- Siparuna poeppigii
- Siparuna reginae
- Siparuna schimpffii
- Siparuna sessiliflora
- Siparuna stellulata
- Siparuna subinodora
- Siparuna thecaphora
- Siparuna tomentosa
- Siparuna vasqueziana
- Siparuna verticillata